# Ciprofibraat
Ciprofibraat (merknaam: Modalim) voor de behandeling van hypercholesterolemie en hyperlipidemie, wanneer andere maatregelen, zoals een cholesterol-verlagend dieet, alléén niet voldoende zijn. Het behoort tot de groep van de fibraten.

## Werking
Ciprofibraat is een fenoxyisoboterzuur-derivaat. Het heeft lipidenverlagende eigenschappen, waarbij totaal-cholesterol, LDL-cholesterol, VLDL-cholesterol en triglyceriden worden verlaagd en HDL-cholesterol wordt verhoogd.

## Chemie
De brutoformule van deze verbinding is: C13H14Cl2O3. Naast de relatie met fenoxyisoboterzuur is er ook de algemenere relatie met α-fenoxyzuren.